# Драсе
Драсе (фр. Dracé) насеље је и општина у источној Француској у региону Рона-Алпи, у департману Рона која припада префектури Вилфранш сир Саон.
По подацима из 2011. године у општини је живело 961 становника, а густина насељености је износила 64,63 становника/km². Општина се простире на површини од 14,87 km². Налази се на средњој надморској висини од 183 метара (максималној 188 m, а минималној 168 m).

## Демографија
| 1962. | 1968. | 1975. | 1982. | 1990. | 1999. | 2011. |
| ----- | ----- | ----- | ----- | ----- | ----- | ----- |
| 502   | 507   | 513   | 576   | 696   | 717   | 961   |

График промене броја становника у току последњих година